# Eleição municipal de Pelotas em 1976
A Eleição municipal de 1976 em Pelotas ocorreu em 15 de Novembro de 1976. Também no dia 15, ocorreram as eleições para renovar as 21 cadeiras da Câmara Municipal de Pelotas.

## Candidatos
| Partido | Partido | Prefeito        | Vice-Prefeito           |
| ------- | ------- | --------------- | ----------------------- |
|         | MDB     | Enilton Grill   | Sérgio Chim dos Santos  |
|         | ARENA   | Fuad Selaimen   | Carlos Alberto Brod     |
|         | ARENA   | Indú Ferrari    | Afônso Dêntice da Silva |
|         | MDB     | Irajá Rodrigues | Arion Louzada           |

## Eleições

### Prefeitura
Devido à regra de sublegenda vigente na época, ao invés de se eleger o candidato mais votado entre todos, elegia-se o candidato mais votado do partido mais votado.
| Turno único 15 de novembro de 1976 | Turno único 15 de novembro de 1976 | Turno único 15 de novembro de 1976 | Turno único 15 de novembro de 1976 | Turno único 15 de novembro de 1976 |
| Candidatos                         | Candidatos                         | Votos                              | %                                  | %                                  |
| ---------------------------------- | ---------------------------------- | ---------------------------------- | ---------------------------------- | ---------------------------------- |
|                                    | MDB                                | 47 106                             | 51,0 / 100,0                       | 5.8%                               |
| Irajá Rodrigues                    | 30 368                             | 32,9 / 100,0                       | —                                  |                                    |
| Enilton Grill                      | 16 738                             | 18,1 / 100,0                       | —                                  |                                    |
|                                    | ARENA                              | 45.321                             | 49,0 / 100,0                       | 5.8%                               |
| Fuad Selaimen                      | 24.801                             | 26,8 / 100,0                       | —                                  |                                    |
| Indú Ferrari                       | 20.520                             | 22,2 / 100,0                       | —                                  |                                    |
| Votos válidos                      | Votos válidos                      | 92.427                             | —                                  | 100,0 / 100,0                      |
| Votos válidos                      | Votos válidos                      | 92.427                             | —                                  | 92,9 / 100,0                       |
| Votos em branco                    | Votos em branco                    | 3.668                              | —                                  | 3,7 / 100,0                        |
| Votos nulos                        | Votos nulos                        | 3.366                              | —                                  | 3,4 / 100,0                        |
| Comparecimento                     | Comparecimento                     | 99.461                             | —                                  | 100,0 / 100,0                      |
| Comparecimento                     | Comparecimento                     | 99.461                             | —                                  | 90,6 / 100,0                       |
| Abstenção                          | Abstenção                          | 10.284                             | —                                  | 9,4 / 100,0                        |
| Eleitorado apto                    | Eleitorado apto                    | 109.745                            | —                                  | 100,0 / 100,0                      |

### Câmara Municipal

#### Resumo
|                 |                 |         |               |      |            |            |
| Partido         | Partido         | Votos   | %             | %    | Vereadores | Vereadores |
|                 | MDB             | 47.073  | 50,3 / 100,0  | 6,8% | 11 / 21    | 2          |
|                 | ARENA           | 46.575  | 49,7 / 100,0  | 6,8% | 10 / 21    | 2          |
| Votos válidos   | Votos válidos   | 93.648  | 100,0 / 100,0 | —    | —          | —          |
| Votos válidos   | Votos válidos   | 93.648  | 94,1 / 100,0  | —    | —          | —          |
| Votos em branco | Votos em branco | 3.682   | 3,7 / 100,0   | —    | —          | —          |
| Votos nulos     | Votos nulos     | 2.131   | 2,1 / 100,0   | —    | —          | —          |
| Comparecimento  | Comparecimento  | 99.461  | 100,0 / 100,0 | —    | —          | —          |
| Comparecimento  | Comparecimento  | 99.461  | 90,6 / 100,0  | —    | —          | —          |
| Abstenção       | Abstenção       | 10.284  | 9,4 / 100,0   | —    | —          | —          |
| Eleitorado apto | Eleitorado apto | 109.745 | 100,0 / 100,0 | —    | —          | —          |

#### Votação
O ícone  indica os que foram reeleitos.
|                              | MDB                          | Votação total                | 47.073  |
| Votos em legenda             | MDB                          | 2.774                        |         |
| Vereadores eleitos           | MDB                          | 11 / 21                      |         |
| Vereadores eleitos           | Vereadores eleitos           | Vereadores eleitos           | Votação |
| Mário Antônio Holvorcen      | Mário Antônio Holvorcen      | Mário Antônio Holvorcen      | 5.329   |
| Uil Rodrigues Dias           | Uil Rodrigues Dias           | Uil Rodrigues Dias           | 4.006   |
| Mário Fonseca da Silveira    | Mário Fonseca da Silveira    | Mário Fonseca da Silveira    | 2.207   |
| Edmundo Wendt                | Edmundo Wendt                | Edmundo Wendt                | 1.751   |
| Elberto Madruga              | Elberto Madruga              | Elberto Madruga              | 1.693   |
| Roberto da Rocha Dias        | Roberto da Rocha Dias        | Roberto da Rocha Dias        | 1.527   |
| Pedro Machado Filho          | Pedro Machado Filho          | Pedro Machado Filho          | 1.434   |
| Paulo Aci Rodrigues Teixeira | Paulo Aci Rodrigues Teixeira | Paulo Aci Rodrigues Teixeira | 1.423   |
| Flávio Coswig                | Flávio Coswig                | Flávio Coswig                | 1.393   |
| Francisco de Paula Moraes    | Francisco de Paula Moraes    | Francisco de Paula Moraes    | 1.374   |
| Jocarli Ribeiro Louzada      | Jocarli Ribeiro Louzada      | Jocarli Ribeiro Louzada      | 1.288   |

|                           | ARENA                     | Votação total             | 46.575  |
| Votos em legenda          | ARENA                     | 1.277                     |         |
| Vereadores eleitos        | ARENA                     | 10 / 21                   |         |
| Vereadores eleitos        | Vereadores eleitos        | Vereadores eleitos        | Votação |
| Teófilo Salomão           | Teófilo Salomão           | Teófilo Salomão           | 3.388   |
| Mansur Macluf             | Mansur Macluf             | Mansur Macluf             | 2.707   |
| Mário Pedro Prietsch      | Mário Pedro Prietsch      | Mário Pedro Prietsch      | 2.571   |
| Rubens Bachini            | Rubens Bachini            | Rubens Bachini            | 2.454   |
| Elbio da Silva Abreu      | Elbio da Silva Abreu      | Elbio da Silva Abreu      | 2.413   |
| Almiro Buss               | Almiro Buss               | Almiro Buss               | 1.987   |
| Jader Marques Dias        | Jader Marques Dias        | Jader Marques Dias        | 1.962   |
| José Karini               | José Karini               | José Karini               | 1.741   |
| Dário Gastaud de Oliveira | Dário Gastaud de Oliveira | Dário Gastaud de Oliveira | 1.670   |